# Academia militar

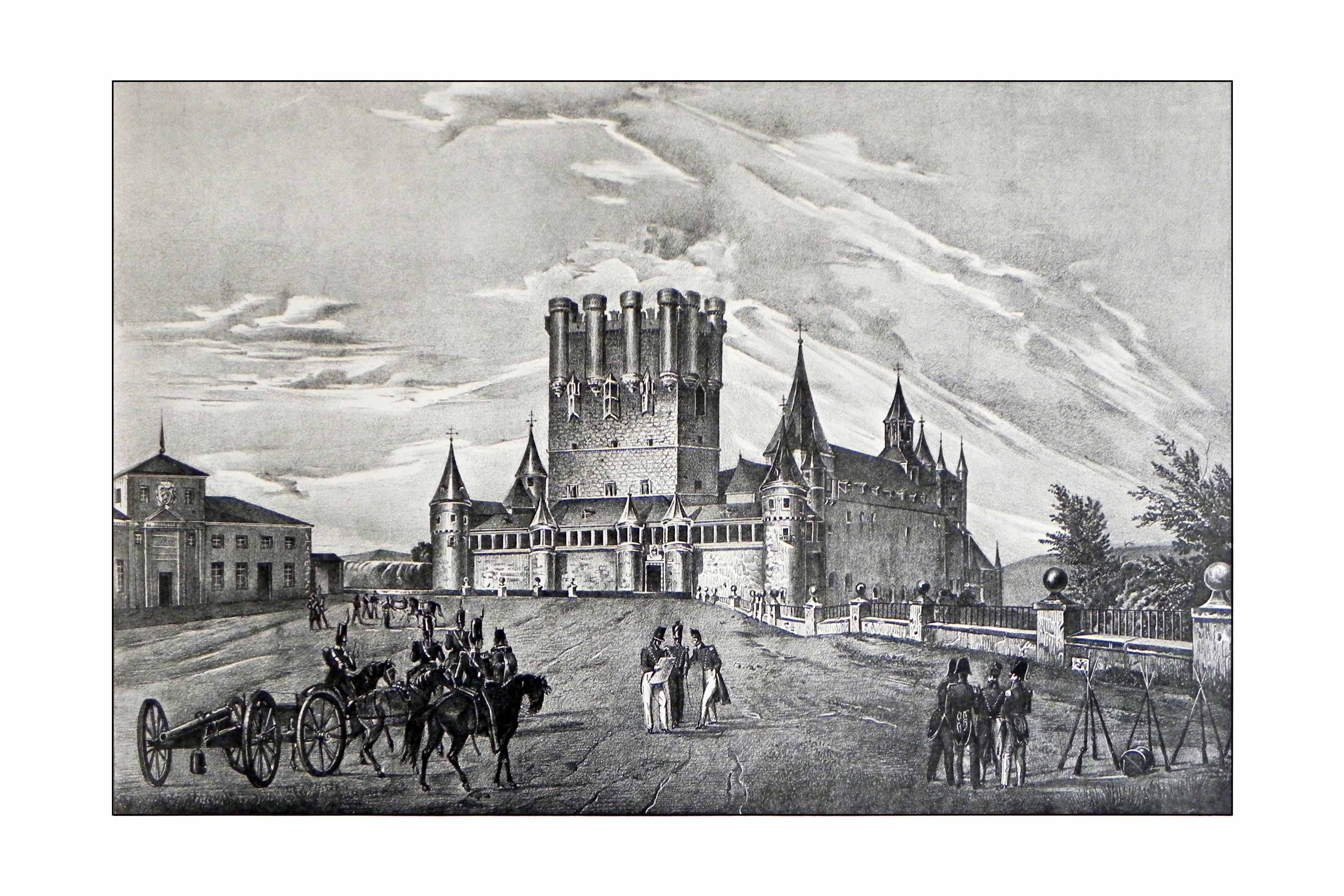
Alumnos del Real Colegio de Artillería en sus prácticas en el Alcázar de Segovia.

Una academia militar es una institución educativa de carácter militar. Su definición exacta depende del país. Hay tres tipos de academias militares: escuela politécnica, universitaria y aquella que sirve solamente para preparación de cadetes para oficiales en las fuerzas armadas de un Estado. La mayor parte de los países tienen solamente esta última, y en algunos, tales como Chile, más apropiadamente se designan a menudo como escuela militar, puesto que el término academia queda reservado generalmente para otros ámbitos de la cultura.
La academia militar más antigua del mundo en activo, la Academia de Artillería de Segovia (España), fue fundada como Real Colegio el 16 de mayo de 1764, en el reinado de Carlos III de España en el Alcázar de Segovia. Esta academia ha venido formando a los oficiales y suboficiales de artillería del Ejército español desde entonces.

## Instrucción militar

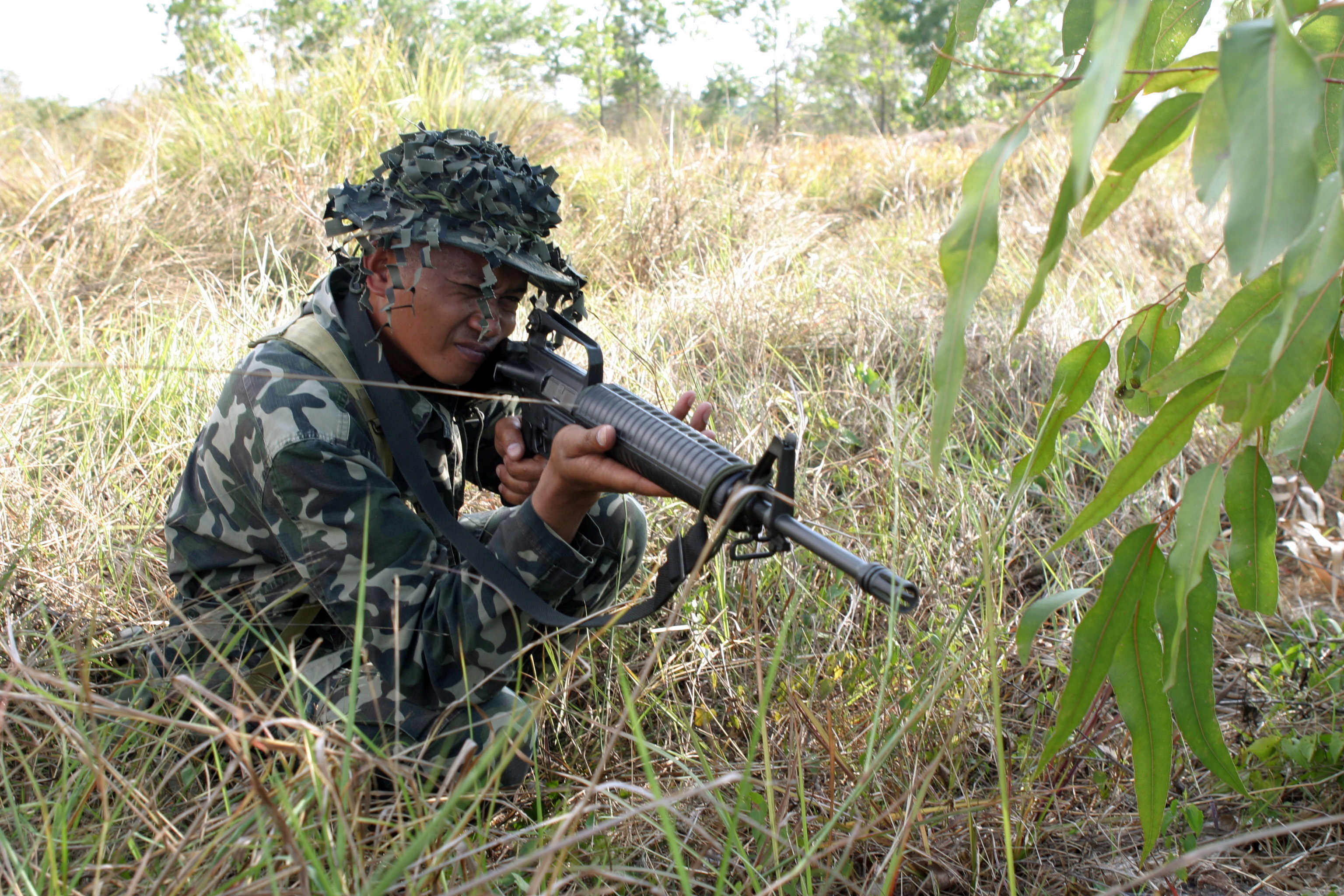
Soldado filipino en un entrenamiento militar.

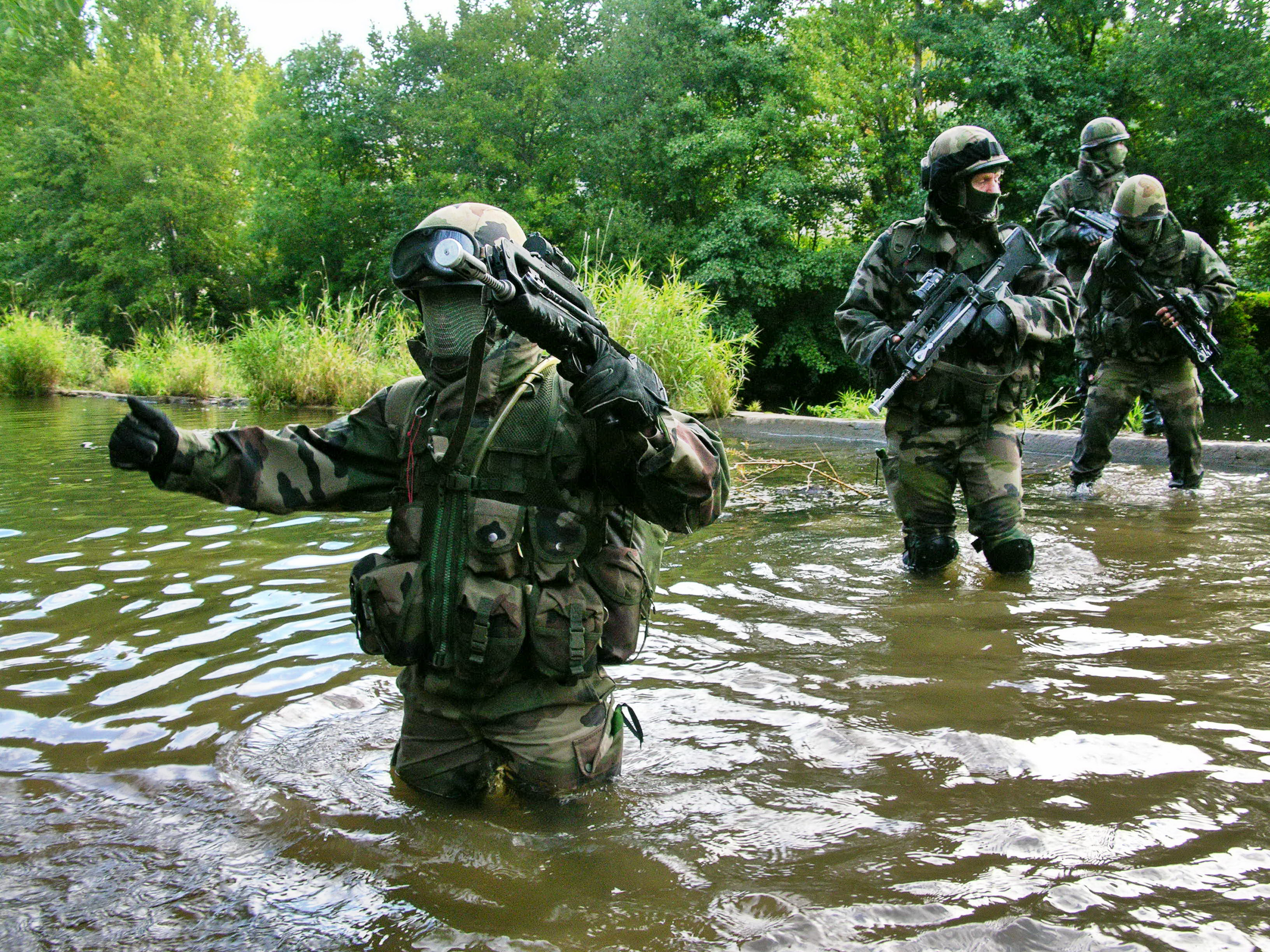
Miembros de la Legión Extranjera Francesa en entrenamientos.

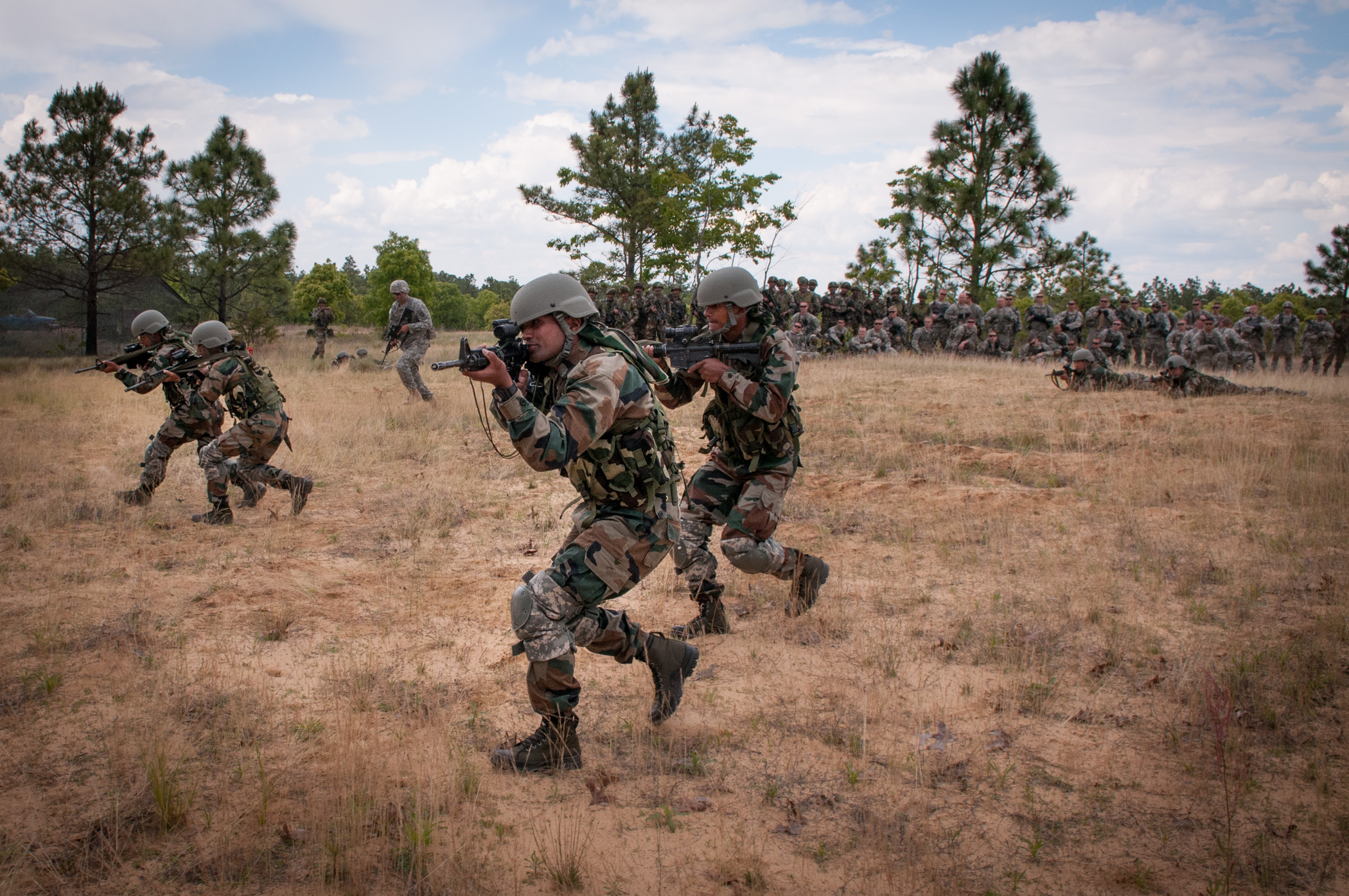
Soldados del ejército de India colaborando con soldados del ejército estadounidense.

Las academias militares proporcionan instrucción militar, que puede ser voluntaria u obligatoria. La instrucción se hace antes de que cualquier persona reciba autorización para operar el equipo técnico o en el campo de batalla, para iniciar la instrucción militar se debe pasar un examen físico. Si se pasa, inicia el entrenamiento primario.
Al recluta se le enseña la información básica y entrenamiento en técnicas necesarias para ser un miembro militar eficaz.
Para lograr esto, los reclutas son preparados físicamente, técnicamente y psicológicamente. El encargado de la instrucción militar tiene la obligación de convertir a los nuevos reclutas en militares aptos.
Después del entrenamiento básico, muchos miembros de la primera parte básica de la instrucción militar se someten a entrenamiento avanzado más acorde con sus especialidades elegidas o asignadas. En formación avanzada a menudo se eneña, equipo y tecnología militar.
Muchos países grandes tienen varias academias militares, uno para cada rama del servicio, que ofrece títulos universitarios en una variedad de temas, similares a otros colegios. Sin embargo, los graduados de la Academia salen generalmente como oficiales. Los oficiales disponen de más posibilidades educativas. En el caso de España, existen distintas formas de ingreso en función del compromiso que la persona quiera adquirir.

### Reinserción
La reinserción es un aspecto importante de la inducción de un civil en un ejército. La reinserción es un concepto sociológico relacionado con procesos mentales y emocionales que tienen como objetivo soportar cualquier situación a la que el soldado se enfrente. Una reinserción exitosa se considera cuando se ha logrado cambiar el comportamiento y las emociones de un individuo.
Uno de los mayores ejemplos de reinserción es al que se le somete a los nuevos reclutas del ejército para "forjar" su carácter militar. Otro ejemplo es el proceso inverso, en el que militares deben volver a adaptarse a la vida civil.
La resocialización de la vida de un soldado de combate a un miembro de la sociedad civil es a menudo difícil debido a que ese soldado vivió muchas experiencias militares. En la transición de civil a soldado, el individuo está capacitado para seguir únicamente las órdenes de sus superiores, cosa que en la sociedad civil no se sigue estrictamente.
Un experto en métodos de entrenamiento militar, da cuatro tipos de técnicas de entrenamiento utilizadas:
- Brutalizaciones
- Condicionamiento clásico
- Condicionamiento operante
- Modelos

Según el experto en métodos de entrenamiento militar al que se le preguntó, estas técnicas pretenden romper las barreras y adoptar un nuevo conjunto de normas y forma de vida, también ayuda a matar gente de forma más placentera, hacer los reflejos más eficaces y finalmente el uso de un modelo de un superior para proporcionar una acción.
Estas técnicas pretenden que los soldados durante o después de una batalla no experimenten traumas o evidentes problemas psicológicos en situaciones de post-combate (es decir, trastornos de estrés postraumático) que plantean una amenaza a la seguridad pública por el condicionamiento del individuo que puede hacerse inestable debido a sus acciones.

### 

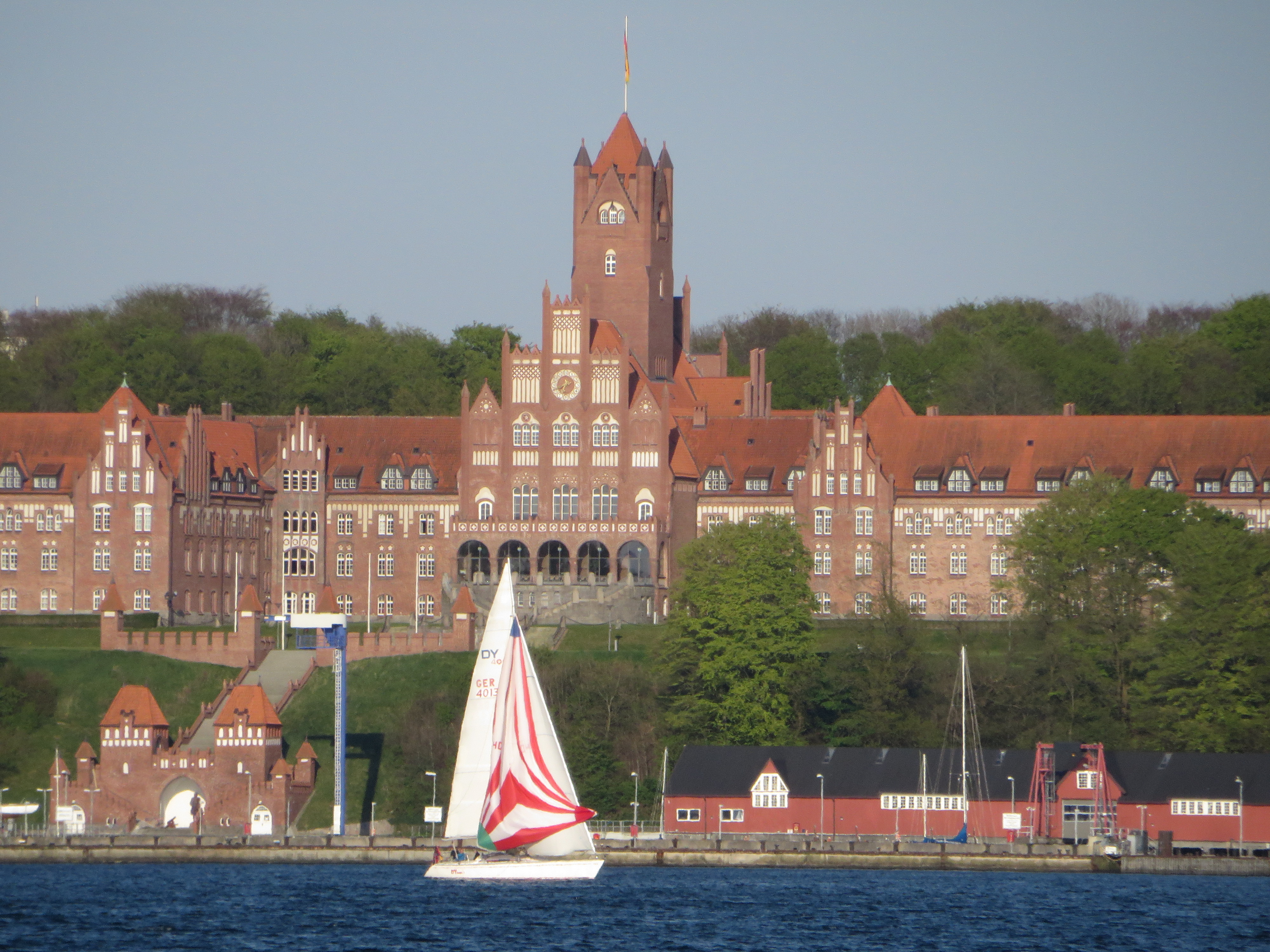
Academia naval Mürwik, 2014.

## Academias militares por país

### Alemania
- Academia Naval Mürwik

### Argelia
- Academia Militar Houari Boumédiène de Cherchell
- Centro de Entrenamiento de Tropas Especiales
- Escuela de Formación de Comandos e Iniciación al Paracaidismo
- Escuela Superior de Tropas Especiales

### Argentina
- Escuela Superior de Guerra Conjunta
- Instituto de Inteligencia de las Fuerzas Armadas
- Colegio Militar de la Nación
- Colegio Naval de la Nación
- Colegio de Aviación de la Nación
- Escuela Superior de Guerra
- Escuela Superior de Guerra Naval
- Escuela Superior de Guerra Aérea
- Escuela de Suboficiales de la Armada
- Escuela de Suboficiales del Ejército «Sargento Cabral»
- Escuela de Suboficiales de la Fuerza Aérea
- Liceo Militar General San Martín
- Liceo Militar General Paz
- Liceo Militar General Espejo
- Liceo Militar General Belgrano
- Liceo Militar General Roca
- Liceo Militar General Aráoz de Lamadrid
- Liceo Naval Militar Almirante Brown
- Liceo Naval Militar Almirante Storni
- Liceo Naval Militar Francisco de Gurruchaga
- Liceo Aeronáutico Militar

### Bolivia
- Colegio Militar “Cnl. Gualberto Villarroel López”
- Colegio de Aviación “Tgral. Germán Busch Becerra”
- Colegio Naval “Valmte. Ronald Monje Roca”
- Escuela de Comando y Estado Mayor del Ejército
- Escuela de Comando y Estado Mayor Aéreo
- Escuela de Comando y Estado Mayor de la Armada
- Escuela de Aplicación de Armas
- Escuela Militar de Inteligencia
- Escuela de Idiomas del Ejército
- Escuela Militar de Sargentos del Ejército
- Escuela Militar de Topografía del Ejército
- Escuela Militar de Música del Ejército
- Escuela Militar de Equitación del Ejército
- Escuela de Policía Militar
- Escuela de Sargentos de la Armada
- Liceo Militar "Teniente Edmundo Andrade"
- Unidad Educativa del Ejército de Bolivia La Paz
- Unidad Educativa del Ejército de Bolivia Cochabamba
- Politécnico Militar de Aeronáutica "Sbtte. Jose Max Ardiles Monrroy"

### Brasil
- Escuela Preparatoria de Cadetes del Ejército (ESPCEX)
- Academia Militar das Agulhas Negras (AMAN)
- Escola De Sargento das Armas (EsSA)
- Centro de Preparações De Oficiais Da Reserva (CPOR)
- Instituto Militar de Engenharia (IME)
- Academia da Força Aérea (AFA)
- Escola Naval (EN)
- Escola Superior de Guerra (ESG)
- Escola de Comando e Estado Maior do Exército (ECEME)
- Escola de Guerra Naval (ESG)

### Colombia
- Escuela Superior de Guerra General Rafael Reyes Prieto
- Escuela Militar de Cadetes General José María Córdova
- Escuela Militar de Suboficiales Sargento Inocencio Chincá
- Escuela Militar de Infantería
- Escuela Militar de Caballería
- Escuela Militar de Unidades Montadas y Equitación
- Escuela Militar de Artillería
- Escuela de Policía Militar
- Escuela Militar de Comunicaciones
- Escuela Militar de Armas Combinadas
- Escuela Militar de Inteligencia y Contrainteligencia
- Escuela Militar de Logística
- Escuela de Ingenieros Militares
- Batallón de Apoyo de Servicios para la Educación Militar
- Escuela de Soldados Profesionales
- Escuela Naval de Cadetes Almirante Padilla
- Escuela Naval de Suboficiales A.R.C. Barranquilla
- Escuela de Formación de Infantería de Marina
- Escuela de Postgrados Capitán José Edmundo Sandoval
- Escuela Militar de Aviación Marco Fidel Suárez
- Escuela Militar de Suboficiales Capitán Andrés M. Díaz
- Escuela de Cadetes de Policía General Santander
- Escuela de Postgrados de Policía Miguel Antonio Lleras Pizarro
- Escuela de Suboficiales de la Policía Gonzalo Jiménez de Quezada
- Escuela Nacional de Carabineros Alfonso López Pumarejo
- Escuela de Carabineros Alejandro Gutiérrez
- Escuela de Carabineros Eduardo Cuevas García
- Escuela de Carabineros Provincia de Vélez Mayor General Manuel José López Gómez
- Escuela de Carabineros Rafael Núñez
- Escuela de Policía Antonio Nariño
- Escuela de Policía Carlos Eugenio Restrepo
- Escuela de Policía Gabriel González
- Escuela de Policía Metropolitana de Bogotá Teniente Coronel Julián Ernesto Guevara Castro
- Escuela de Policía Provincia de Sumapaz Intendente Maritza Bonilla Ruiz
- Escuela de Policía Rafael Reyes
- Escuela de Policía Simón Bolívar
- Escuela de Policía de Yuto Miguel Antonio Caicedo Mena
- Escuela de Policía de Antisecuestro y Antiextorsión Mayor Héctor Aníbal Talero Cruz
- Escuela de Equitación Policial Coronel Luis Augusto Tello Sánchez
- Escuela de Aviación Policial
- Escuela de Guías y Adiestramiento Canino Agente Álvaro Rojas Ahumada

### Chile
- Escuela Militar del Libertador Bernardo O'Higgins
- Escuela Naval del Almirante Arturo Prat
- Escuela de Aviación del Capitán Manuel Ávalos Prado
- Escuela de Suboficiales del Ejército de Chile
- Escuela de Grumetes Alejandro Navarrete Cisterna
- Escuela de Especialidades Sargento 1.º Adolfo Menadier Rojas
- Academia Nacional de Estudios Políticos y Estratégicos
- Academia de Guerra del Ejército de Chile
- Academia de Guerra Naval
- Academia de Guerra Aérea
- Academia Politécnica Militar
- Academia Politécnica Naval
- Academia Politécnica Aeronáutica
- Escuela de Carabineros del General Carlos Ibáñez del Campo
- Escuela de Suboficiales de Carabineros de Chile
- Escuela de Formación de Carabineros
- Escuela de Gendarmería del General Manuel Bulnes Prieto
- Academia Superior de Estudios Penitenciarios
- Escuela de Formación Penitenciaria

### Ecuador
- Escuela Superior Militar Eloy Alfaro
- Escuela Superior de Aviación Cosme Rennella
- Escuela Superior Naval Rafael Morán Valverde
- Escuela de Formación de Soldados
- Escuela de Grumetes Contramaestre Juan Suárez
- Escuela Técnica de la Fuerza Aérea
- Universidad de las Fuerzas Armadas - ESPE
- Centro Tecnológico Naval
- Academia Naval Alimrante Illingworth
- UNIDAD EDUCATIVA ALMIRANTE ALFREDO POVEDA BURBANO

### España

Distintivo del profesorado militar en España.

- Escuela Superior de las Fuerzas Armadas
- Academia Central de la Defensa
- Academia General Militar
- Academia de Artillería
- Academia de Infantería
- Academia de Caballería
- Academia de Ingenieros
- Academia de Logística
- Academia General Básica de Suboficiales
- Escuela Naval Militar
- Escuela de Suboficiales de la Armada
- Academia General del Aire
- Academia Básica del Aire
- Escuela Militar de Montaña y Operaciones Especiales

### El Salvador
- Escuela Militar Capitán General Gerardo Barrios
- Escuela de Comando y Estado Mayor
- Centro de Educación e Instrucción Naval
- Escuela de Aviación Militar de El Salvador
- Colegio Militar Gral.Tomas Regalado

### Estados Unidos

#### Academias del servicio federal
- Academia Militar de los Estados Unidos
- Academia Naval de los Estados Unidos
- Academia de la Fuerza Aérea de los Estados Unidos
- Academia de los Guardacostas de los Estados Unidos
- Academia de la Marina Mercante de los Estados Unidos
- Universidad Medical de los Servicios Uniformados

#### Colegios militares
- Academia Militar de Nueva York
- Instituto Militar de Virginia
- Cuerpo de Cadetes de Universidad Norwich
- Cuerpo de Cadetes de Universidad de Texas A&M
- Cuerpo de Cadetes de Instituto Politécnico y Universidad Estatal de Virginia

### Francia
- Escuela Militar de Francia
- Escuela Naval de Francia
- Escuela de Aviación de Francia
- Escuela Militar Interarmas

### Guatemala
- Escuela Técnica Militar de Aviación de Guatemala
- Escuela Militar de Auxiliares de Enfermería
- Escuela Politécnica de Guatemala
- Instituto Adolfo V. Hall
- Escuela de Comunicaciones y Transmisiones del Ejército de Guatemala
- Escuela Naval de Guatemala
- Escuela Militar de Música
- Escuela Militar de Aviación de Guatemala

### Honduras
- Academia Militar de Honduras General Francisco Morazán (AMHGFM)
- Academia Militar de Aviación de Honduras (AMAH)
- Academia Naval de Honduras (ANH)
- Liceo Militar del Norte (Honduras) (LMN)

### Irán
- Academia Militar de Teherán
- Academia Naval de Teherán
- Academia de Aviación de Teherán

### Israel
- Academia naval israelí
- Academia de la Fuerza Aérea Israelí

### Japón
- Academia Naval Imperial Japonesa
- Escuela de Guerra Naval (Japón)

### México
- Pentathlón Deportivo Militarizado Universitario
- Heroico Colegio Militar
- Heroico Colegio Naval
- Heroico Colegio de Aviación
- Escuela Superior de Guerra
- Escuela de Intendencia Naval
- Escuela de Electrónica Naval
- Escuela de Maquinaria Naval
- Escuela Militar de Ingenieros
- Escuela de Ingenieros de Marina
- Escuela Médico Naval
- Escuela Médico Militar
- Escuela Militar de Graduados de Sanidad
- Escuela Militar de Oficiales de Sanidad
- Escuela Militar de Odontología
- Escuela Militar de Enfermería
- Escuela de Enfermería Naval
- Escuela Militar de Materiales de Guerra
- Escuela Militar de Tropas Especialistas de la Fuerza Aérea
- Escuela Militar de Especialistas de la Fuerza Aérea
- Escuela Militar de Mantenimiento y Abastecimiento de la Fuerza Aérea
- Escuela Militar de Aviación
- Escuela Militar de Transmisiones
- Escuela Militar de Clases de Transmisiones
- Escuela Militarizada Mixta "Ángel Albino Corzo"

### Perú
- Escuela Militar de Chorrillos "Coronel Francisco Bolognesi"
- Escuela Naval "Almirante Miguel Grau"
- Escuela de Aviación "Capitán José Abelardo Quiñones"
- Escuela de Policía "Alférez Mariano Santos Mateo"
- Escuela Técnica del Ejército "Teniente EP Fernando Lores Tenazoa"
- Centro del Instrucción Técnica y Entrenamiento Naval "Capitán de Navío Juan Noel Lastra"
- Instituto de Educación Superior Tecnológico Aeronáutico “Suboficial Maestro de Segunda FAP Manuel Polo Jiménez”
- Escuela Técnica Superior de la Policía Nacional del Perú "Capitán Alipio Ponce Vásquez"
- Colegio Militar Leoncio Prado
- Liceo Naval "Capitán de Navío Juan Fanning Garcia"

### Portugal
- Academia Militar
- Escola Naval
- Academia da Força Aérea
- Colegio Militar
- Instituto dos Pupilos do Exército

### Rusia
- Academia Médico-Militar S. M. Kírov

### Tailandia
- Real Academia Militar de Chulachomklao
- Real Academia Naval del Tailandia

### Uruguay
- Escuela Militar de Uruguay
- Escuela Militar de Aeronáutica (EMA)
- Escuela Naval (ESNAL)
- Instituto Militar de Armas y Especialidades (IMAE)
- Instituto Militar de Estudios Superiores (IMES)
- Escuela de Comunicaciones del Ejército (ECOME)

### Venezuela
- Universidad Militar Bolivariana de Venezuela:[7]

- Academias de Oficiales de Comando
  - Academia Militar del Ejército Bolivariano (AMEB)
  - Academia Militar de la Armada Bolivariana (AMARB)
  - Academia Militar de la Aviación Bolivariana (AMAB)
  - Academia Militar de la Guardia Nacional Bolivariana (AMGNB)
  - Academia Militar de la Milicia Nacional Bolivariana (AMMNB)
  - Academia Militar de Oficiales de Tropa C/J Hugo Rafael Chávez Frías (AMHCH)

- Academias de Oficiales Técnicos:
  - Academia Técnica Militar Bolivariana (ATMB)
    - Núcleo Ejército
    - Núcleo Armada
    - Núcleo Aviación
    - Núcleo Guardia Nacional Bolivariana
    - Núcleo Milicia Nacional Bolivariana
    - Núcleo Ciencias de la Salud
    - Núcleo Comunicaciones y Electrónica

- Academia de Médicos Cirujanos Militares:
  - Academia Militar de Medicina (AMMED)

- Escuelas, Institutos y Liceos Militares Adscritos a la UMBV:

- Centro de Formación, Estudios Técnicos, Tácticos y Logísticos
  - Escuela de Grumetes de la Armada Bolivariana
  - Escuela de Tropas Profesionales del Ejército Bolivariano
  - Escuela de Infantería del Ejército Bolivariano
  - Escuela de Operaciones Especiales del Ejército Bolivariano
  - Escuela de Equitación del Ejército Bolivariano
  - Escuela de Tropas Profesionales de la Aeronáutica
  - Escuela de Formación de la Guardia Nacional Bolivariana
  - Escuela de Formación de la Milicia Nacional Bolivariana
  - Escuela de Comunicaciones y Electrónica de la Universidad Militar Bolivariana de Venezuela
  - Escuela de Artillería de la Fuerza Armada Nacional Bolivariana "Gral. Diego Jalón"
  - Escuela de Ingeniería Militar de la Fuerza Armada Nacional Bolivariana "GB. Francisco Jacot"
  - Escuela de Inteligencia y Contrainteligencia de la Fuerza Armada Nacional Bolivariana "General de Brigada Daniel Florencio O' Leary"
  - Escuela de Infantería "General en Jefe Rafael Urdaneta"
  - Escuela de Caballería y Blindados " General de Brigada Juan Guillermo Irribaren"
  - Escuela Logística del Ejército Bolivariano "General de Brigada José Gabriel Pérez"
  - Escuela de Estudios Tácticos Navales
  - Escuela de Estudios del Poder Aéreo
  - Escuela de Estudios de Orden Interno
  - Escuela de Capacitación y Formación CA Armando López Conde
  - Escuela de Tropas Profesionales de la Milicia Bolivariana

- Liceos Militares Adscritos
  - Liceo Militar Gran Mariscal de Ayacucho Antonio José de Sucre
  - Liceo Militar Monseñor Jáuregui
  - Liceo Naval “Gral. Div. José Antonio Anzoátegui”
  - Liceo Militar Rafael Urdaneta
  - Unidad Educativa Militar "Libertador"
  - Liceo Militar "CPT Pedro Ochoa Moralez"